# Де Клерк, Петер
Петер де Клерк (африк. Peter de Klerk; 16 марта 1935, Пилгримс Рест, Мпумаланга — 11 июля 2015, Йоханнесбург) — южноафриканский автогонщик, который участвовал в 4 Гран-при ЮАР в чемпионате мира Формулы-1.
Его лучшим результатом на автомобилях Формулы-1 является 2-е место на внезачётном Гран-при Ранд 1965 года. В зачётных же Гран-при чемпионата мира его наивысшей позицией стало 10-е место на Гран-при ЮАР 1965 года.
До середины 70-х годов выступал в гонках спортивных автомобилей.